# John Madden Football '93
John Madden Football '93 är ett sportsdatorspel som utvecklats av Blue Sky Productions (senare Looking Glass Studios) och Electronic Arts och publicerad av EA Sports Network. Baserat på sporten av amerikansk fotboll, spelar spelaren kontrollen över ett fotbollslag i lägen som turneringsspel och sudden death. Det godkändes officiellt av John Madden.